# Пожар в церкви в Эль-Гизе
14 августа 2022 года во время воскресного богослужения в коптской церкви Абу-Сифин в городе Эль-Гиза на окраине Каира, Египет, произошёл пожар. Министерство здравоохранения и народонаселения Египта сообщило, что погиб 41 человек, в том числе несколько детей, и 12 человек получили ранения. Священник церкви, Абдул Масих Бахит, был среди погибших во время пожара. Электрические пожары часто происходят в Египте, где стандарты строительства и инспекции плохо соблюдаются. Пожар стал одним из самых трагичных событий в новейшей истории Египта.

## Хронология событий
14 августа во время воскресного богослужения в церкви Абу-Сифин собралось не менее 5 тыс. человек. Пожар начался незадолго до 9 часов утра (UTC+2:00). По данным Reuters, пожар заблокировал главный вход, а эвакуационный выход не был предусмотрен. Люди, находившиеся на третьем и четвёртом этажах, «стали падать друг на друга». Очевидцы сообщили, что люди пытались выпрыгнуть из окон, чтобы спастись от огня. На место пожара было направлено 15 пожарных машин. Пожарные и кареты скорой помощи прибыли на место пожара только спустя один час.

## Причина возгорания
МВД Египта заявило, что пожар был вызван неисправным кондиционером на втором этаже церкви, где находится несколько учебных классов. Издание Egypt Today сообщило, что стены в церкви были с деревянной отделкой, из-за чего огонь смог быстро распространиться на большой площади.

## Погибшие и пострадавшие
По данным Минздрава, большинство погибло от удушения дымом и от того, что их затоптали в давке при попытке выбраться из здания. По данным одной из местных больниц, поступило 20 тел, среди которых 10 детей, в то время как в другую местную больницу поступило 21 тело. Представитель Коптской православной церкви Муса Ибрагим заявил, что похороны погибших пройдут в двух церквях в соседнем районе Эль-Варрак.